# Ceroys quadrispinosus
Ceroys quadrispinosus är en insektsart som beskrevs av Ludwig Redtenbacher 1906. Ceroys quadrispinosus ingår i släktet Ceroys och familjen Heteronemiidae. Inga underarter finns listade i Catalogue of Life.